# Confederação Brasileira de Rugby
Brazylijska Konfederacja Rugby (CBRu) – ogólnokrajowy związek sportowy, działający na terenie Brazylii, posiadający osobowość prawną, będący jedynym prawnym reprezentantem brazylijskiego rugby 15-osobowego i 7-osobowego, zarówno wśród mężczyzn, jak i kobiet we wszystkich kategoriach wiekowych w kraju i za granicą.
Odpowiedzialna jest za prowadzenie brazylijskich drużyn narodowych, a także za szkolenie zawodników oraz organizowanie krajowych rozgrywek ligowych i pucharowych.

## Historia
Rugby union w Brazylii pojawiło się w połowie lat dwudziestych XX wieku, w celu organizacji rozgrywek 6 października 1963 roku w São Paulo powołano União de Rugby do Brasil. Formalne uznanie przez Conselho Nacional de Desportos uzyskała miesiąc po przekształceniu 20 grudnia 1972 roku w Associação Brasileira de Rúgbi, a w związku z przyjęciem rugby 7 w poczet sportów olimpijskich zmieniwszy na początku 2010 roku nazwę na Confederação Brasileira de Rugby została również uznana przez Comitê Olímpico Brasileiro.
W 1988 roku została członkiem założycielem CONSUR, natomiast członkiem IRB została w roku 1995.

## Członkowie
| Związek                                  | Stan               |
| ---------------------------------------- | ------------------ |
| Federação Catarinense de Rugby           | Santa Catarina     |
| Federação de Rugby do Mato Grosso do Sul | Mato Grosso do Sul |
| Federação Fluminense de Rugby            | Rio de Janeiro     |
| Federação Gaúcha de Rugby                | Rio Grande do Sul  |
| Federação Mineira de Rugby               | Minas Gerais       |
| Federação Paulista de Rugby              | São Paulo          |
| Federação Paranaense de Rugby            | Parana             |
| Federação de Rugby da Bahia              | Bahia              |
| Federação do Espírito Santo de Rugby     | Espírito Santo     |